# Trolltjärnarna (Arvidsjaurs socken, Lappland, 726631-163602)
Trolltjärnarna är en sjö i Arvidsjaurs kommun i Lappland och ingår i Skellefteälvens huvudavrinningsområde.